# Золотой глобус (премия, 2016)
73-я церемония вручения наград премии «Золотой глобус»

10 января 2016 года
Лучший фильм (драма): 

«Выживший»
Лучший фильм (комедия или мюзикл): 

«Марсианин»
Лучший сериал (драма): 

«Мистер Робот»
Лучший сериал (комедия или мюзикл): 

«Моцарт в джунглях»
Лучший мини-сериал или телефильм: 

«Волчий зал»
‹ 72-я Церемонии вручения 74-я ›
73-я церемония вручения наград премии «Золотой глобус» за заслуги в области кинематографа и телевидения за 2015 год состоялась 10 января 2016 года в отеле Беверли-Хилтон (Беверли-Хиллз, Лос-Анджелес, Калифорния). Номинанты были объявлены 10 декабря 2015 года.
Церемония транслировалась в прямом эфире на канале NBC, её ведущим в четвёртый раз выступил британский комик Рики Джервейс.
Лидером по числу наград стал исторический триллер «Выживший», одержавший победу в трёх основных категориях: за лучший драматический фильм, лучшую режиссёрскую работу (Алехандро Г. Иньярриту) и лучшую мужскую роль в драматическом фильме (Леонардо Ди Каприо). Для Леонардо Ди Каприо этот «Золотой глобус» стал третьим по счёту в его карьере.
Почётная премия имени Сесиля Б. Де Милля за жизненные достижения в области кинематографа была вручена актёру Дензелу Вашингтону.

## Список лауреатов и номинантов
• Победители выделены отдельным цветом. 

### Игровое кино
Количество наград/номинаций:
- 0/5: «Кэрол»
- 3/4: «Выживший»
- 2/4: «Стив Джобс»
- 0/4: «Игра на понижение»
- 2/3: «Марсианин»
- 1/3: «Комната» / «Омерзительная восьмёрка»
- 0/3: «Девушка из Дании» / «В центре внимания»
- 1/2: «Джой»
- 0/2: «Безумный Макс: Дорога ярости» / «Шпион» / «Девушка без комплексов» / «Трамбо» / «Любовь и милосердие» / «Молодость»
- 1/1: «Крид: Наследие Рокки» / «007: Спектр» / «Головоломка» / «Сын Саула»

| Категории                             | Лауреаты и номинанты | Лауреаты и номинанты                                                             |
| ------------------------------------- | --- | -------------------------------------------------------------------------------- |
| Лучший фильм — драма                  | • Выживший / The Revenant | • Выживший / The Revenant                                                        |
| Лучший фильм — драма                  | • Кэрол / Carol |                                                                                  |
| Лучший фильм — драма                  | • Безумный Макс: Дорога ярости / Mad Max: Fury Road                                                                                   |                                                                                  |
| Лучший фильм — драма                  | • Комната / Room |                                                                                  |
| Лучший фильм — драма                  | • В центре внимания / Spotlight |                                                                                  |
| Лучший фильм — комедия или мюзикл     | • Марсианин / The Martian | • Марсианин / The Martian                                                        |
| Лучший фильм — комедия или мюзикл     | • Игра на понижение / The Big Short                                                                                                   |                                                                                  |
| Лучший фильм — комедия или мюзикл     | • Джой / Joy |                                                                                  |
| Лучший фильм — комедия или мюзикл     | • Шпион / Spy |                                                                                  |
| Лучший фильм — комедия или мюзикл     | • Девушка без комплексов / Trainwreck                                                                                                 |                                                                                  |
| Лучшая режиссура                      | | • Алехандро Гонсалес Иньярриту — «Выживший»                                      |
| Лучшая режиссура                      | • Тодд Хейнс — «Кэрол» |                                                                                  |
| Лучшая режиссура                      | • Томас Маккарти — «В центре внимания»                                                                                                |                                                                                  |
| Лучшая режиссура                      | • Джордж Миллер — «Безумный Макс: Дорога ярости»                                                                                      |                                                                                  |
| Лучшая режиссура                      | • Ридли Скотт — «Марсианин» |                                                                                  |
| Лучший актёр в драматическом фильме   | | • Леонардо Ди Каприо — «Выживший» (за роль Хью Гласса)                           |
| Лучший актёр в драматическом фильме   | • Брайан Крэнстон — «Трамбо» (за роль Далтона Трамбо)                                                                                 |                                                                                  |
| Лучший актёр в драматическом фильме   | • Майкл Фассбендер — «Стив Джобс» (за роль Стива Джобса)                                                                              |                                                                                  |
| Лучший актёр в драматическом фильме   | • Эдди Редмэйн — «Девушка из Дании» (за роль Эйнара Вегенера / Лили Эльбе)                                                            |                                                                                  |
| Лучший актёр в драматическом фильме   | • Уилл Смит — «Защитник» (за роль д-ра Беннета Омалу)                                                                                 |                                                                                  |
| Лучшая актриса в драматическом фильме | | • Бри Ларсон — «Комната» (за роль Джой «Ма» Ньюман)                              |
| Лучшая актриса в драматическом фильме | • Кейт Бланшетт — «Кэрол» (за роль Кэрол Эйрд)                                                                                        |                                                                                  |
| Лучшая актриса в драматическом фильме | • Руни Мара — «Кэрол» (за роль Терезы Беливет)                                                                                        |                                                                                  |
| Лучшая актриса в драматическом фильме | • Сирша Ронан — «Бруклин» (за роль Эллис Лэйси)                                                                                       |                                                                                  |
| Лучшая актриса в драматическом фильме | • Алисия Викандер — «Девушка из Дании» (за роль Герды Вегенер)                                                                        |                                                                                  |
| Лучший актёр в комедии или мюзикле    | | • Мэтт Деймон — «Марсианин» (за роль Марка Уотни)                                |
| Лучший актёр в комедии или мюзикле    | • Кристиан Бейл — «Игра на понижение» (за роль Майкла Бьюрри)                                                                         |                                                                                  |
| Лучший актёр в комедии или мюзикле    | • Стив Карелл — «Игра на понижение» (за роль Марка Баума)                                                                             |                                                                                  |
| Лучший актёр в комедии или мюзикле    | • Аль Пачино — «Второй шанс» (за роль Дэнни Коллинза)                                                                                 |                                                                                  |
| Лучший актёр в комедии или мюзикле    | • Марк Руффало — «Бесконечно белый медведь» (англ.) (за роль Кэмерона Стюарта)                                                        |                                                                                  |
| Лучшая актриса в комедии или мюзикле  | | • Дженнифер Лоуренс — «Джой» (за роль Джой Мангано)                              |
| Лучшая актриса в комедии или мюзикле  | • Мелисса Маккарти — «Шпион» (за роль Сьюзан Купер)                                                                                   |                                                                                  |
| Лучшая актриса в комедии или мюзикле  | • Эми Шумер — «Девушка без комплексов» (за роль Эми Таунсенд)                                                                         |                                                                                  |
| Лучшая актриса в комедии или мюзикле  | • Мэгги Смит — «Леди в фургоне» (за роль мисс Шеперд)                                                                                 |                                                                                  |
| Лучшая актриса в комедии или мюзикле  | • Лили Томлин — «Бабушка» (за роль Элли Рид)                                                                                          |                                                                                  |
| Лучший актёр второго плана            | | • Сильвестр Сталлоне — «Крид: Наследие Рокки» (за роль Рокки Бальбоа)            |
| Лучший актёр второго плана            | • Пол Дано — «Любовь и милосердие» (за роль Брайана Уилсона (в 1960-е годы))                                                          |                                                                                  |
| Лучший актёр второго плана            | • Идрис Эльба — «Безродные звери» (за роль командира)                                                                                 |                                                                                  |
| Лучший актёр второго плана            | • Марк Райлэнс — «Шпионский мост» (за роль Рудольфа Абеля)                                                                            |                                                                                  |
| Лучший актёр второго плана            | • Майкл Шеннон — «99 домов» (за роль Рика Карвера)                                                                                    |                                                                                  |
| Лучшая актриса второго плана          | | • Кейт Уинслет — «Стив Джобс» (за роль Джоанны Хоффман)                          |
| Лучшая актриса второго плана          | • Джейн Фонда — «Молодость» (за роль Бренды Морель)                                                                                   |                                                                                  |
| Лучшая актриса второго плана          | • Дженнифер Джейсон Ли — «Омерзительная восьмёрка» (за роль Дейзи Домерг)                                                             |                                                                                  |
| Лучшая актриса второго плана          | • Хелен Миррен — «Трамбо» (за роль Хедды Хоппер)                                                                                      |                                                                                  |
| Лучшая актриса второго плана          | • Алисия Викандер — «Из машины» (за роль Авы)                                                                                         |                                                                                  |
| Лучший сценарий                       | | • Аарон Соркин — «Стив Джобс»                                                    |
| Лучший сценарий                       | • Эмма Донохью — «Комната» |                                                                                  |
| Лучший сценарий                       | • Том Маккарти, Джош Сингер — «В центре внимания»                                                                                     |                                                                                  |
| Лучший сценарий                       | • Чарльз Рэндольф, Адам Маккей — «Игра на понижение»                                                                                  |                                                                                  |
| Лучший сценарий                       | • Квентин Тарантино — «Омерзительная восьмёрка»                                                                                       |                                                                                  |
| Лучшая музыка к фильму                | | • Эннио Морриконе — «Омерзительная восьмёрка»                                    |
| Лучшая музыка к фильму                | • Картер Бёруэлл — «Кэрол» |                                                                                  |
| Лучшая музыка к фильму                | • Александр Деспла — «Девушка из Дании»                                                                                               |                                                                                  |
| Лучшая музыка к фильму                | • Дэниэл Пембертон — «Стив Джобс» |                                                                                  |
| Лучшая музыка к фильму                | • Рюити Сакамото, Alva Noto — «Выживший»                                                                                              |                                                                                  |
| Лучшая песня                          | • Writing’s on the Wall — «007: Спектр» — музыка и слова: Сэм Смит, Джимми Нейпс                                                      | • Writing’s on the Wall — «007: Спектр» — музыка и слова: Сэм Смит, Джимми Нейпс |
| Лучшая песня                          | • Love Me Like You Do — «Пятьдесят оттенков серого» — музыка и слова: Макс Мартин, Саван Котеча, Али Пайами, Илия Салманзаде, Туве Лу |                                                                                  |
| Лучшая песня                          | • One Kind of Love — «Любовь и милосердие» — музыка и слова: Брайан Уилсон, Скотт Беннетт                                             |                                                                                  |
| Лучшая песня                          | • See You Again — «Форсаж 7» — музыка и слова: Джастин Фрэнкс, Эндрю Седар, Чарли Пут, Уиз Халифа                                     |                                                                                  |
| Лучшая песня                          | • Simple Song #3 — «Молодость» — музыка и слова: Дэвид Лэнг                                                                           |                                                                                  |
| Лучший анимационный фильм             | • Головоломка / Inside Out | • Головоломка / Inside Out                                                       |
| Лучший анимационный фильм             | • Аномализа / Anomalisa |                                                                                  |
| Лучший анимационный фильм             | • Хороший динозавр / The Good Dinosaur                                                                                                |                                                                                  |
| Лучший анимационный фильм             | • Снупи и мелочь пузатая в кино / The Peanuts Movie                                                                                   |                                                                                  |
| Лучший анимационный фильм             | • Барашек Шон / Shaun the Sheep Movie                                                                                                 |                                                                                  |
| Лучший фильм на иностранном языке     | • Сын Саула / Saul fia (Венгрия) | • Сын Саула / Saul fia (Венгрия)                                                 |
| Лучший фильм на иностранном языке     | • Новейший завет / Le Tout Nouveau Testament (Бельгия, Франция, Люксембург)                                                           |                                                                                  |
| Лучший фильм на иностранном языке     | • Клуб / El club (Чили) |                                                                                  |
| Лучший фильм на иностранном языке     | • Фехтовальщик / Miekkailija / Vehkleja (Финляндия, Германия, Эстония)                                                                |                                                                                  |
| Лучший фильм на иностранном языке     | • Мустанг / Mustang (Франция) |                                                                                  |

### Телевизионные награды
Количество наград/номинаций:
- 2/3: «Мистер Робот»
- 1/3: «Волчий зал»
- 0/3: «Чужестранка» / «Очевидное» / «Американское преступление» / «Фарго»
- 2/2: «Моцарт в джунглях»
- 1/2: «Империя» / «Американская история ужасов: Отель»
- 0/2: «Нарко» / «Оранжевый — хит сезона» / «Вице-президент» / «Плоть и кости»
- 1/1: «Безумцы» / «Чокнутая бывшая» / «Покажите мне героя» / «Любовники»

| Категории                                                               | Лауреаты и номинанты                                                                         | Лауреаты и номинанты                                                                  |
| ----------------------------------------------------------------------- | -------------------------------------------------------------------------------------------- | ------------------------------------------------------------------------------------- |
| Лучший телевизионный сериал (драма)                                     | • Мистер Робот / Mr. Robot                                                                   | • Мистер Робот / Mr. Robot                                                            |
| Лучший телевизионный сериал (драма)                                     | • Империя / Empire                                                                           |                                                                                       |
| Лучший телевизионный сериал (драма)                                     | • Игра престолов / Game Of Thrones                                                           |                                                                                       |
| Лучший телевизионный сериал (драма)                                     | • Нарко / Narcos                                                                             |                                                                                       |
| Лучший телевизионный сериал (драма)                                     | • Чужестранка / Outlander                                                                    |                                                                                       |
| Лучший телевизионный сериал (комедия или мюзикл)                        | • Моцарт в джунглях / Mozart in the Jungle                                                   | • Моцарт в джунглях / Mozart in the Jungle                                            |
| Лучший телевизионный сериал (комедия или мюзикл)                        | • Без обязательств / Casual                                                                  |                                                                                       |
| Лучший телевизионный сериал (комедия или мюзикл)                        | • Оранжевый — хит сезона / Orange Is the New Black                                           |                                                                                       |
| Лучший телевизионный сериал (комедия или мюзикл)                        | • Кремниевая долина / Silicon Valley                                                         |                                                                                       |
| Лучший телевизионный сериал (комедия или мюзикл)                        | • Очевидное / Transparent                                                                    |                                                                                       |
| Лучший телевизионный сериал (комедия или мюзикл)                        | • Вице-президент / Veep                                                                      |                                                                                       |
| Лучший мини-сериал или телефильм                                        | • Волчий зал / Wolf Hall                                                                     | • Волчий зал / Wolf Hall                                                              |
| Лучший мини-сериал или телефильм                                        | • Американское преступление / American Crime                                                 |                                                                                       |
| Лучший мини-сериал или телефильм                                        | • Американская история ужасов: Отель / American Horror Story: Hotel                          |                                                                                       |
| Лучший мини-сериал или телефильм                                        | • Фарго / Fargo                                                                              |                                                                                       |
| Лучший мини-сериал или телефильм                                        | • Плоть и кости / Flesh and Bone                                                             |                                                                                       |
| Лучший актёр в драматическом телесериале                                |                                                                                              | • Джон Хэмм — «Безумцы» (за роль Дона Дрейпера)                                       |
| Лучший актёр в драматическом телесериале                                | • Рами Малек — «Мистер Робот» (за роль Эллиота Алдерсона)                                    |                                                                                       |
| Лучший актёр в драматическом телесериале                                | • Вагнер Моура — «Нарко» (за роль Пабло Эскобара)                                            |                                                                                       |
| Лучший актёр в драматическом телесериале                                | • Боб Оденкёрк — «Лучше звоните Солу» (за роль Сола Гудмана / Джимми Макгилла)               |                                                                                       |
| Лучший актёр в драматическом телесериале                                | • Лев Шрайбер — «Рэй Донован» (за роль Рэймонда «Рэя» Донована)                              |                                                                                       |
| Лучшая актриса в драматическом телесериале                              |                                                                                              | • Тараджи П. Хенсон — «Империя» (за роль Куки Лайон)                                  |
| Лучшая актриса в драматическом телесериале                              | • Катрина Балф — «Чужестранка» (за роль Клэр Рэндалл)                                        |                                                                                       |
| Лучшая актриса в драматическом телесериале                              | • Виола Дэвис — «Как избежать наказания за убийство» (за роль Аннализ Китинг)                |                                                                                       |
| Лучшая актриса в драматическом телесериале                              | • Ева Грин — «Страшные сказки» (за роль Ванессы Айвз)                                        |                                                                                       |
| Лучшая актриса в драматическом телесериале                              | • Робин Райт — «Карточный домик» (за роль Клэр Андервуд)                                     |                                                                                       |
| Лучший актёр в телесериале (комедия или мюзикл)                         |                                                                                              | • Гаэль Гарсиа Берналь — «Моцарт в джунглях» (за роль Родриго де Сузы)                |
| Лучший актёр в телесериале (комедия или мюзикл)                         | • Азиз Ансари — «Мастер не на все руки» (за роль Дева Шаха)                                  |                                                                                       |
| Лучший актёр в телесериале (комедия или мюзикл)                         | • Роб Лоу — «Гриндер» (за роль Дина Сандерсона мл.)                                          |                                                                                       |
| Лучший актёр в телесериале (комедия или мюзикл)                         | • Патрик Стюарт — «Блант говорит» (за роль Уолтера Бланта)                                   |                                                                                       |
| Лучший актёр в телесериале (комедия или мюзикл)                         | • Джеффри Тэмбор — «Очевидное» (за роль Морта/Мауры Пфефферман(а))                           |                                                                                       |
| Лучшая актриса в телесериале (комедия или мюзикл)                       |                                                                                              | • Рэйчел Блум — «Чокнутая бывшая» (за роль Ребекки Банч)                              |
| Лучшая актриса в телесериале (комедия или мюзикл)                       | • Джейми Ли Кёртис — «Королевы крика» (за роль Дин Кэти Манш)                                |                                                                                       |
| Лучшая актриса в телесериале (комедия или мюзикл)                       | • Джулия Луи-Дрейфус — «Вице-президент» (за роль Селины Майер)                               |                                                                                       |
| Лучшая актриса в телесериале (комедия или мюзикл)                       | • Джина Родригес — «Девственница Джейн» (за роль Джейн Виллануэвы)                           |                                                                                       |
| Лучшая актриса в телесериале (комедия или мюзикл)                       | • Лили Томлин — «Грейс и Фрэнки» (за роль Фрэнки Бергстин)                                   |                                                                                       |
| Лучший актёр в мини-сериале или телефильме                              |                                                                                              | • Оскар Айзек — «Покажите мне героя» (за роль Ника Васиско)                           |
| Лучший актёр в мини-сериале или телефильме                              | • Идрис Эльба — «Лютер» (за роль Джона Лютера)                                               |                                                                                       |
| Лучший актёр в мини-сериале или телефильме                              | • Дэвид Ойелоуо — «Соловей» (англ.) (за роль Питера Сноудена)                                |                                                                                       |
| Лучший актёр в мини-сериале или телефильме                              | • Марк Райлэнс — «Волчий зал» (за роль Томаса Кромвеля)                                      |                                                                                       |
| Лучший актёр в мини-сериале или телефильме                              | • Патрик Уилсон — «Фарго» (за роль Лу Солверсона)                                            |                                                                                       |
| Лучшая актриса в мини-сериале или телефильме                            |                                                                                              | • Леди Гага — «Американская история ужасов: Отель» (за роль графини Элизабет Джонсон) |
| Лучшая актриса в мини-сериале или телефильме                            | • Кирстен Данст — «Фарго» (за роль Пегги Бломквист)                                          |                                                                                       |
| Лучшая актриса в мини-сериале или телефильме                            | • Сара Хей — «Плоть и кости» (за роль Клэр Роббинс)                                          |                                                                                       |
| Лучшая актриса в мини-сериале или телефильме                            | • Фелисити Хаффман — «Американское преступление» (за роль Барб Хэнлон)                       |                                                                                       |
| Лучшая актриса в мини-сериале или телефильме                            | • Куин Латифа — «Бесси» (за роль Бесси Смит)                                                 |                                                                                       |
| Лучший актёр второго плана в телесериале, мини-сериале или телефильме   |                                                                                              | • Кристиан Слейтер — «Мистер Робот» (за роль мистера Робота)                          |
| Лучший актёр второго плана в телесериале, мини-сериале или телефильме   | • Алан Камминг — «Хорошая жена» (за роль Илая Голда)                                         |                                                                                       |
| Лучший актёр второго плана в телесериале, мини-сериале или телефильме   | • Дэмиэн Льюис — «Волчий зал» (за роль Генриха VIII)                                         |                                                                                       |
| Лучший актёр второго плана в телесериале, мини-сериале или телефильме   | • Бен Мендельсон — «Родословная» (за роль Денни Рейбёрна)                                    |                                                                                       |
| Лучший актёр второго плана в телесериале, мини-сериале или телефильме   | • Тобайас Мензис — «Чужестранка» (за роль Фрэнка Рэндалла / Джонатана «Блэк Джека» Рэндалла) |                                                                                       |
| Лучшая актриса второго плана в телесериале, мини-сериале или телефильме |                                                                                              | • Мора Тирни — «Любовники» (за роль Хелен Соллоуэй)                                   |
| Лучшая актриса второго плана в телесериале, мини-сериале или телефильме | • Узо Адуба — «Оранжевый — хит сезона» (за роль Сьюзанн «Безумные глазки» Уоррен)            |                                                                                       |
| Лучшая актриса второго плана в телесериале, мини-сериале или телефильме | • Джоан Фроггатт — «Аббатство Даунтон» (за роль Анны Бэйтс)                                  |                                                                                       |
| Лучшая актриса второго плана в телесериале, мини-сериале или телефильме | • Реджина Кинг — «Американское преступление» (за роль Алии Шейдид)                           |                                                                                       |
| Лучшая актриса второго плана в телесериале, мини-сериале или телефильме | • Джудит Лайт — «Очевидное» (за роль Шелли Пфефферман)                                       |                                                                                       |

## Специальные награды
Лауреаты специальных наград были объявлены в ноябре 2015 года.
| Премия Сесиля Б. Де Милля (Награда за вклад в кинематограф) |  | • Дензел Вашингтон                                 |
| Мисс «Золотой глобус» 2016 (Символический титул)            |  | • Коринн Фокс (англ.) — (дочь актёра Джейми Фокса) |